# 邦斯舅舅
邦斯舅舅，是法國小說家巴爾札克小說。
邦斯舅舅是一位音樂家，曾被送到罗马深造，但沒太大成就。因長相奇醜，一直未能結婚。邦斯心地善良，对门房茜博太太常施以钱财。他喜歡收集繪畫藝術，用盡了他的奖学金及父母的遗产，但他不知道這些收藏品的價值。邦斯舅舅最大的樂趣就是跟著外甥馬維爾去參加富豪的宴會，他可以一飽美食，染上贪吃的恶癖，为了吃上美味佳肴，“说起恭维话来，简直就像个花几个小钱一样方便”。馬維爾的妻子很勢利，很討厭邦斯舅舅白吃白喝，连仆人们都骂他“白吃白喝的人又来了。”。邦斯舅舅知道後就不再找外甥吃喝。但邦斯舅舅很難過，一病不起。
患病期间，只有朋友施穆克和门房茜博太太照顾他。古董商马古斯波冷發現他的收藏品已經價值不貲，达到一百八十万法郎，因此聯合旧货商雷莫南克、茜博太太偷偷把邦斯八幅最珍贵的古画賣掉。他們折磨邦斯的病情，不達目的誓不罷休，讓邦斯吃上官司，不久邦斯因為過度恐懼而病故。邦斯弥留之际，提醒施穆克，“世上的人那么邪恶……一定要提防他们”。
德國書評家纪德曾說：“這也許是巴爾扎克眾多傑作中我最喜歡的一部……我先后读了三四遍，现在我可以离开巴尔扎克了，因为再也没有比这本书更精彩的作品了。”